# Hochschule für Musik Hanns Eisler Berlin
Die staatliche Hochschule für Musik Hanns Eisler Berlin (HFM) wurde 1950 gegründet und ist eine der führenden Musikhochschulen Europas. Die Musikhochschule hat ihren Sitz seit 1987 im Berliner Ortsteil Mitte in der Charlottenstraße gegenüber dem Konzerthaus Berlin am Gendarmenmarkt. Sie erhielt in den 1960er Jahren auch den Namen nach dem Komponisten und Musiktheoretiker Hanns Eisler. Im Jahr 2005 kam der Neue Marstall am Schlossplatz als weiterer Standort hinzu.
Die Hochschule beherbergt ein Sinfonieorchester, ein Kammerorchester, einen Chor, ein Studienorchester, das Sinfonische Blasorchester Eisler Winds sowie das Echo Ensemble.

## Geschichte
Da sich nach der Gründung der DDR sowohl die Musikhochschule als auch alle Konservatorien in West-Berlin befanden, beschloss 1949 das Ministerium für Volksbildung der DDR die Errichtung einer neuen Musikhochschule. Ein schwer kriegsbeschädigtes Gebäude in der Wilhelmstraße 63 (jetzt Nr. 54) wurde instand gesetzt, und am 1. Oktober 1950 erfolgte die Eröffnung der Deutschen Hochschule für Musik.
Gründungsrektor war der Musikwissenschaftler Georg Knepler. Dem ersten Professorenkollegium gehörten unter anderem Rudolf Wagner-Régeny und Hanns Eisler, Helmut Koch, Helma Prechter und Arno Schellenberg an. Zum Direktor des Konservatoriums der neugegründeten Hochschule für Musik wurde Reinhold Krug berufen, der später auch künstlerischer Direktor der angegliederten Spezialschule für Musik war.
Im Jahr 1955 wurde der Studiengang Regie zur Ausbildung von Opern- und Musiktheaterregisseuren eingeführt, da besonderes Interesse von Seiten zweier Studierender für dieses Fachgebiet bekundet worden war. Damit war diese Musikhochschule eine der ersten Hochschulen in Europa, die einen Studiengang dieser Art anboten.
1964 erhielt die Hochschule den neuen Namen Hochschule für Musik „Hanns Eisler“ Berlin, im Foyer des Hauses wurde eine vom Bildhauer Fritz Cremer geschaffene Bronzebüste des Namensgebers aufgestellt.
Zur Nachwuchsförderung wurde zeitgleich mit der Hochschulgründung am 1. September 1950 die Berufsvollschule für Musik eröffnet, die 1965 in die Spezialschule für Musik umgewandelt und direkt der Hochschule für Musik zugeordnet wurde. Seit 1991 heißt sie Musikgymnasium Carl Philipp Emanuel Bach.
Aus Platzgründen und wegen der Nähe zur Sektorengrenze zu West-Berlin hatte der Ost-Berliner Magistrat 1987 einen Sitz bestimmt: die Hochschule bezog den ersten Teil eines neuen siebenstöckigen Gebäudes in der Charlottenstraße 55.
Mit den nach dem Mauerfall verbundenen neuen Eigentumsformen, Verantwortlichkeiten und Finanzierungsmodellen geriet die Hochschule in den Besitz des neu gegründeten Senats. An den Ausbildungsformen und Studiengängen wurde wenig geändert.
Im Jahr 2005 gründete sich das Jazz-Institut Berlin (JIB) als gemeinsame Einrichtung der Hochschule für Musik „Hanns Eisler“ und der Universität der Künste Berlin.

## Abteilungen und Institute

### Überblick

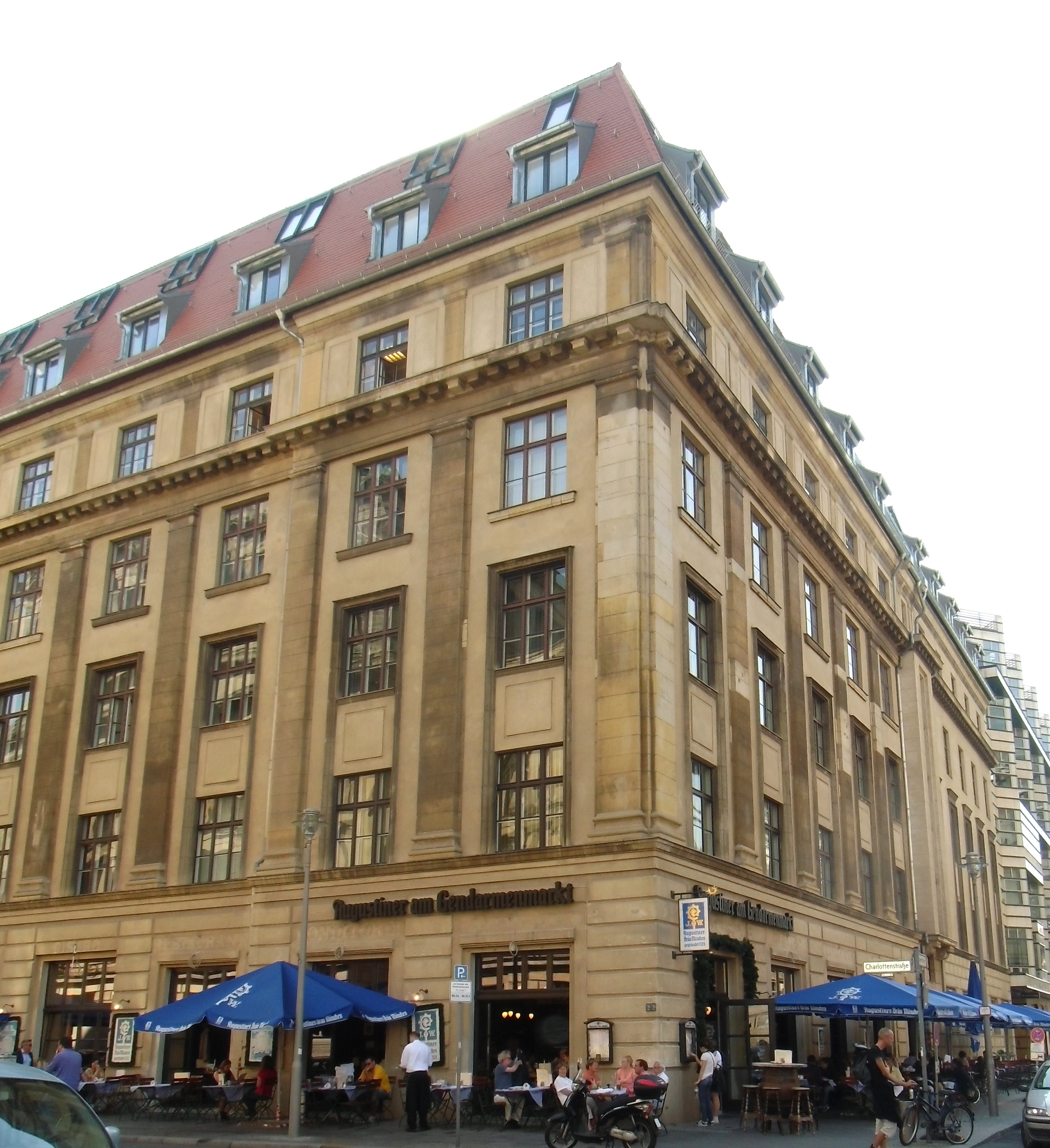
Charlottenstraße 55 (Hauptgebäude)

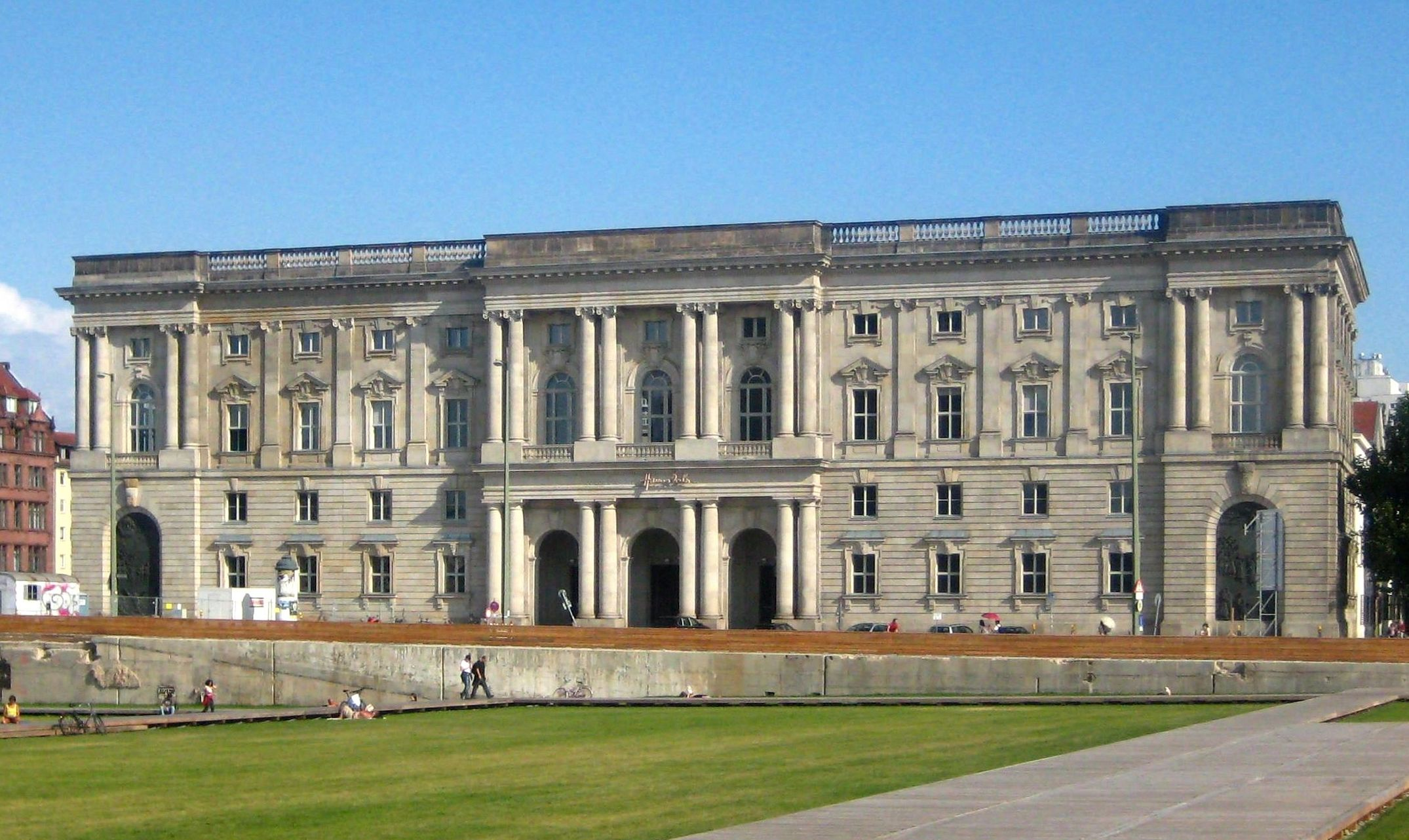
Standort Neuer Marstall

Die Musikhochschule besteht aus vier Abteilungen und drei Instituten, die zusammen mit der Universität der Künste Berlin unterhalten werden. Des Weiteren besteht eine Zusammenarbeit mit dem Berlin Career College (ehemals Zentralinstitut für Weiterbildung) auf dem Gebiet der fachlichen wie überfachlichen Fort- und Weiterbildungen. Studenten und Alumni der Hochschule haben unter anderem die Möglichkeit, an den Angeboten des Career & Transfer Service Center der Universität der Künste Berlin (CTC) teilzunehmen.
Als Studiengänge wurden im Wintersemester 2015/16 angeboten: Gesang, Musiktheaterregie, Regie, Streichinstrumente, Harfe, Gitarre, Blasinstrumente, Schlagzeug, Dirigieren, Korrepetition, Klavier, Komposition, Historischer und Zeitgenössischer Tonsatz, Liedgestaltung, Kammermusik und Elektroakustische Musik.

### Kurt-Singer-Institut Berlin für Musikphysiologie und Musikergesundheit
Im Kurt-Singer-Institut Berlin für Musikphysiologie und Musikergesundheit wird seit 2002 zu gesundheitlichen Aspekten des Musikerberufs geforscht. Namenspatron ist der jüdische Arzt und Musikwissenschaftler Kurt Singer, der von 1923 bis 1932 eine medizinische Beratungsstelle an der Musikhochschule in Berlin leitete. Damit ist er Nachfolger des Chirurgen Moritz Katzenstein. Darüber hinaus hatte er einen Lehrauftrag für Musikerkrankheiten inne. Er wurde mit der Machtergreifung der Nationalsozialisten seiner Tätigkeit entbunden und verstarb 1944 im KZ Theresienstadt. Seit 2014 leitet der Musikmediziner Alexander Schmidt das Institut.

### Klangzeitort – Institut für Neue Musik
Seit 2003 wird das Institut für Neue Musik in Kooperation mit der Universität der Künste Berlin betrieben. Bei der Beschäftigung mit zeitgenössischer Musik kann es auf das hauseigene Ensemble klangexekutive sowie die elektronischen Studios der Berliner Hochschulen zurückgreifen. Es bestehen die Konzertreihen ZOOM und FOCUS sowie Veranstaltungen zu verschiedenen Themenschwerpunkten (z. B. Notation, Intonation, klassische Musik Indiens, zeitgenössische Komposition in Lateinamerika). Das Institut wird geleitet von Daniel Ott (Komponist), Wolfgang Heiniger (Komponist), Iris ter Schiphorst (Komponistin) und Irene Kletschke (Musik- und Theaterwissenschaftlerin).

### Jazz-Institut Berlin
Durch die Schaffung des Jazz-Institutes (JIB) ist es 2005 gelungen, eine Jazz-Ausbildung auf internationalem Niveau zu garantieren. Zu den Professoren gehören die US-Amerikaner John Hollenbeck und Judy Niemack-Prins. Die Fachbereiche gliedern sich in Holzbläser, Blechbläser, Gesang, Klavier, Saiteninstrumente, Schlagzeug-Percussion, Mallets sowie Wissenschaft, Theorie und Medien. Künstlerischer Leiter ist der Jazz-Saxophonist Peter Weniger.

### Bibliothek
Der Bestand der Hochschulbibliothek umfasst 14.400 Bücher, 57.000 Noten und 4.100 CDs/Videos.

## Veranstaltungen
Regelmäßige Veranstaltungsformate sind die Reihe Exzellenz-Konzerte im Krönungskutschen-Saal, Musiktheaterwerkstätten, die gemeinsame Reihe mit dem Konzerthaus Berlin Eisler Stars, Absolventenkonzerte mit dem Konzerthausorchester Berlin, Sinfoniekonzerte des Hochschulsinfonieorchesters sowie die Konzerte des Kammerorchesters der Hochschule im Konzerthaus Berlin, die Reihe der öffentlichen Meisterkurse Masterclasses freitags um 6, die studentische Konzertreihe Collage Concerts, die Mittagskonzerte Klassik um Eins, Ensemble-Konzerte sowie die zahlreichen Vortragsabende.
Kooperationen bestehen u. a. mit dem Konzerthaus Berlin, den drei Berliner Opernhäusern, den Bayreuther Festspielen, dem HAU (Hebbel am Ufer) und der Stiftung Berliner Philharmoniker. Viele Veranstaltungen finden in Zusammenarbeit mit anderen Klangkörpern statt, darunter das Konzerthausorchester, das Brandenburgische Staatsorchester Frankfurt (Oder), die Neubrandenburger Philharmonie und die Brandenburger Symphoniker. Spielstätte ist neben den eigenen Sälen in der Charlottenstraße und dem Neuen Marstall insbesondere das Konzerthaus Berlin. Des Weiteren trat der Hochschulchor im Berliner Dom und in der Französischen Friedrichstadtkirche auf, das Echo-Ensemble spielte in der Staatsoper Unter den Linden und im Guggenheim-Museum, und das Sinfonieorchester war wiederholt zu Gast in der Berliner Philharmonie.
Das Kritische Orchester® – Werkstatt für interaktives Dirigieren wurde 2002, nach einer Idee von Klaus Harnisch, von dem damaligen Rektor Christhard Gössling an der Hochschule für Musik Hanns Eisler Berlin gegründet. Alljährlich kommen Musiker aus deutschen Orchestern bundesweit für das Kritische Orchester zusammen, darunter ehemalige und aktive Mitglieder der Staatskapelle Berlin, der Berliner Philharmoniker, des Rundfunk-Sinfonieorchesters Berlin, des Orchesters der Komischen Oper, der Sächsischen Staatskapelle Dresden und der Dresdner Philharmonie, des Gürzenich-Orchesters Köln, des Gewandhausorchesters Leipzig und des NDR-Sinfonieorchesters. Im Oktober 2015 wurde zwischen der Hochschule für Musik Hanns Eisler Berlin und dem Dirigentenforum des Deutschen Musikrates ein Kooperationsvertrag zur Fortführung des Projektes beschlossen.

## Förderverein und Preise
Die Gesellschaft der Freunde und Förderer der Hochschule für Musik Hanns Eisler Berlin, der Förderverein der Hochschule für Musik Hanns Eisler Berlin, unterstützt Studierende und Projekte der Hochschule, finanziert Meisterkurse, verleiht Preise und veranstaltet Konzerte. Vorsitzende ist Martina von Brüning.
Gemeinsam mit der Hochschule veranstaltet der Förderverein seit 2005 den Boris-Pergamenschikow-Preis für Kammermusik in Gedenken an den Cellisten Boris Pergamenschtschikow. Er ist mit 10.000 Euro dotiert. Des Weiteren vergibt der Verein seit 2002 alle zwei Jahre den startup!music-Preis an besonders begabte Studierende der Hochschule. Dieser Preis in Höhe von 5.000 Euro fördert Leistungen wie eine Aufnahme im Studio von Deutschlandradio Kultur, ein Fototermin für die Bewerbungsunterlagen oder die Gestaltung eines Internetauftritts.
Neben diesen Auszeichnungen unterstützt die Renate-Schorler-Stiftung den Berliner Klavierwettbewerb in Andenken an die Pianistin und Hochschulprofessorin Renate Schorler. Diese war an der Hochschule für Musik Hanns Eisler Berlin als Pädagogin tätig und gründete zugunsten der Klavierabteilung der Hochschule eine Stiftung zur Förderung von Pianisten und dem Klavierwerk von Felix Mendelssohn Bartholdy.

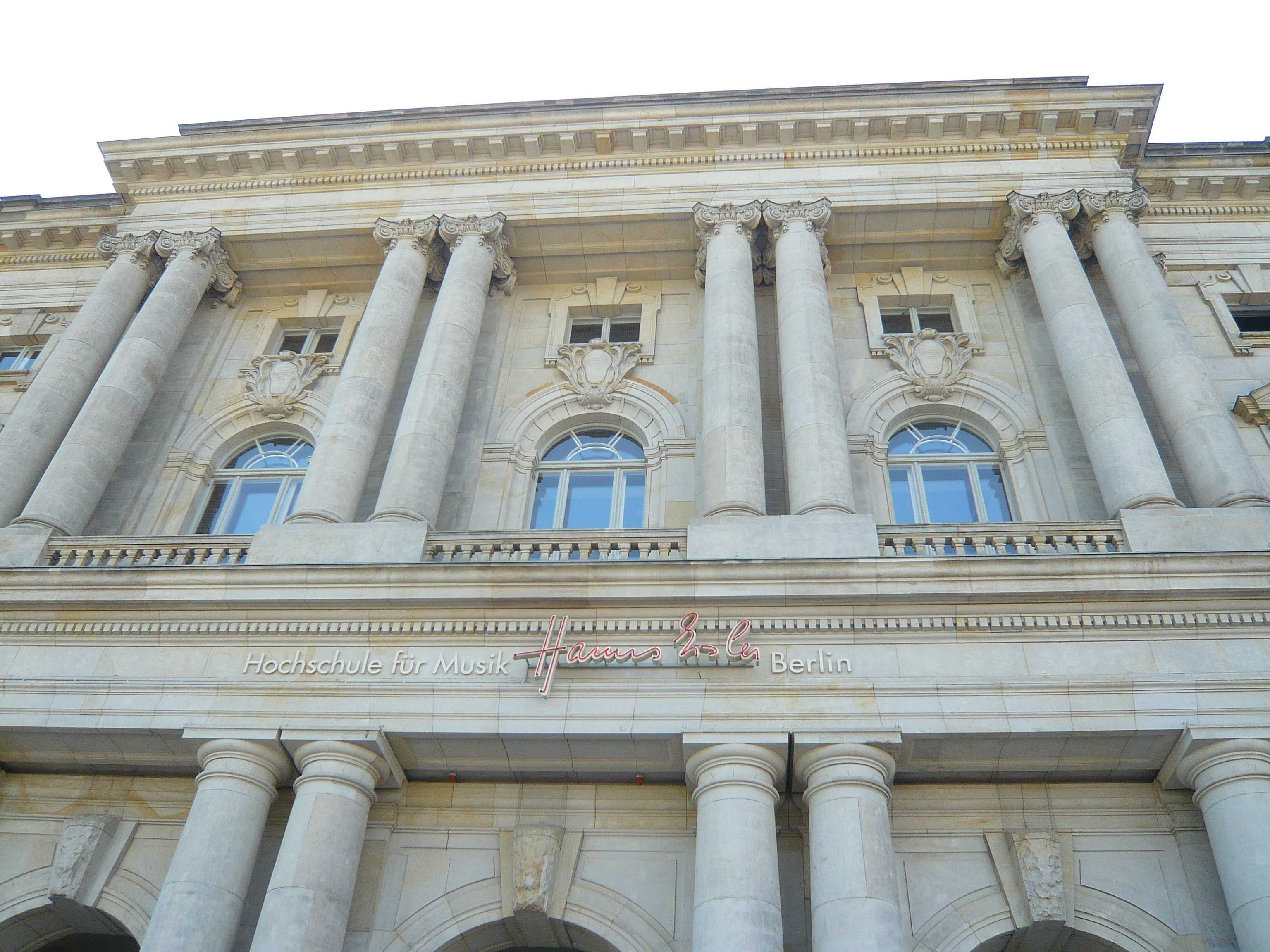
Fassadendetail mit dem Schriftzug

Seit 2013 wird von der Hochschule der Hanns Eisler Komponisten Forum und Hanns Eisler Aufführungspreis (ehem. Hanns-Eisler-Preis für Komposition und Interpretation zeitgenössischer Musik) vergeben, welcher sich der Förderung neuer kompositorischer Arbeiten und deren Interpretation annimmt.
Der internationale Kompositionswettbewerb Neue Szenen, eine Kooperation der Deutschen Oper mit der Hochschule für Musik Hanns Eisler Berlin, richtet sich an junge Komponisten. Die Gewinner erhalten ein Stipendium zur Komposition eines musiktheatralen Werks mit anschließender Uraufführung in der Tischlerei der Deutschen Oper Berlin.

## Persönlichkeiten

### Rektoren seit 1950
- Georg Knepler (1950–1959)
- Eberhard Rebling (1959–1971)
- Dieter Zechlin (1971–1982)
- Olaf Koch (1982–1986)
- Erhard Ragwitz (1986–1989)
- Ruth Zechlin (1990)
- Annerose Schmidt (1990–1995)
- Christoph Poppen (1995–2000)
- Christhard Gössling (2000–2008)
- Jörg-Peter Weigle (2008–2012)
- Stefan Willich (2012–2014)
- Jörg-Peter Weigle (1. April–31. August 2014 kommissarisch)
- Birgitta Wollenweber (2014–2015 kommissarisch)
- Robert Ehrlich (2015–2019)
- Sarah Wedl-Wilson (2019–2023)
- Andrea Tober (ab April 2023 vertretungsweise, seit 1. Oktober 2023 regulär)[17]

### Ehrensenatoren
- Claudio Abbado (1997), ehem. Chefdirigent der Berliner Philharmoniker
- Daniel Barenboim (1994), GMD der Staatsoper Unter den Linden
- Wolfgang Rihm (2000), ehem. Composer-in-Residence der Berliner Philharmoniker
- Simon Rattle (2005), ehemaliger Chefdirigent der Berliner Philharmoniker[18]

### Hochschulrat
- Bernd J. Wieczorek, Vorsitzender des Hochschulrats
- Andrea Tober, Rektorin der Hochschule für Musik Hanns Eisler Berlin
- Petra Mai-Hartung, Geschäftsführerin des Studierendenwerks Berlin
- Helen Müller, Leitung Cultural Affairs und Corporate History bei Bertelsmann in Berlin
- Ina Czyborra, Senatorin für Wissenschaft, Gesundheit und Pflege
- Sibylle Mahni, Hornistin, Professorin für Horn an der Hochschule für Musik Hanns Eisler Berlin
- Winrich Hopp, Künstlerischer Leiter Musikfest Berlin der Berliner Festspiele

### Bekannte Lehrer (Auswahl)
- Andre Asriel (1922–2019), deutsch-österreichischer Komponist
- Nicolas Altstaedt (* 1982), Cellist
- Maria Baptist (* 1971), Pianistin und Komponistin
- Martin Bruns (* 1960), Sänger
- Christian-Friedrich Dallmann (* 1955), Hornist
- Willy Decker (* 1950), Opernregisseur
- Paul-Heinz Dittrich (1930–2020), Komponist
- Friedhelm Döhler (1908–1968), Hornist
- Christian Ehwald (* 1953), Dirigent und Orchesterleiter
- Susanne Ehrhardt, Klarinettistin und Flötistin
- Hanns Eisler (1898–1962), österreichischer Komponist
- Michael Endres (* 1961), Pianist
- Jürgen Ganzer (* 1950), Komponist und Akkordeonist
- Saschko Gawriloff (* 1929), Violinist
- David Geringas (* 1946), litauischer Cellist und Dirigent
- Gustav Havemann (1882–1960), Violinist
- Wolfgang Heiniger (* 1964), Komponist
- Arnulf Herrmann (* 1968), Komponist
- Ruth Hohmann (* 1931), Jazzsängerin
- Helmut Koch (1908–1975), Dirigent und Chorleiter
- Günter Kochan (1930–2009), Komponist
- Gidon Kremer (* 1947), lettischer Violinist
- Hanspeter Kyburz (* 1960), Schweizer Komponist
- Benjamin Lang (* 1976), Komponist
- Alan D. Marks (1949–1995), US-amerikanischer Pianist, Komponist
- Carl Adolf Martienssen (1881–1955), Pianist
- Gisela May (1924–2016), Schauspielerin und Chansonette
- Erwin Milzkott (1913–1986), Flötist
- Marie-Luise Neunecker (* 1965), Hornistin
- Thomas Quasthoff (* 1959), Bassbariton
- Boris Pergamenschtschikow (1948–2004), Cellist
- Bernd Riedel (* 1938), Bariton
- Dieter Rumstig (1928–2017), Gitarrist und Musikdramaturg
- Georg Sava (1933–2024), Pianist
- Christine Schäfer (* 1965), Sopranistin
- Arno Schellenberg (1903–1983), Bariton
- Martin Schneider (1938–2021), Opernregisseur
- Werner Scholz (1926–2012), Violinist
- Jürgen Schröder (* 1941), Pianist
- Josef Schwab (* 1934), Cellist
- Siegfried Stöckigt (1929–2012), Pianist
- Julia Varady (* 1941), Sopranistin
- Rudolf Wagner-Régeny (1903–1969), Komponist
- Antje Weithaas (* 1966), Violinistin
- Ruth Zechlin (1926–2007), Komponistin
- Tabea Zimmermann (* 1966), Bratschistin

### Bekannte Absolventen (Auswahl)
- Peter Aderhold (* 1966), Dirigieren und Komposition
- Andy Altenfelder (* 1944), Jazztrompete
- Nicolas Altstaedt (* 1982), Violoncello
- Jens Georg Bachmann (* 1972), Dirigieren
- Maria Baptist (* 1971), Klavier
- Beatrice Berrut (* 1985), Klavier
- Thomas Blumenthal (* 1958), Gitarre
- Gerlint Böttcher, Klavier
- Thomas Böttger (* 1957), Komposition
- Claudio Bohórquez (* 1976), Violoncello
- Christian-Friedrich Dallmann (* 1955), Horn
- Michiel Dijkema, Regie
- Susanne Ehrhardt, Klarinette, Blockflöte
- Jenny Erpenbeck (* 1967), Regie
- Isabelle Faust (* 1972), Violine
- Caroline Fischer (* 1984), Klavier
- Günther Fischer (* 1944), Komposition, Saxophon, Klavier
- Sol Gabetta (* 1981), Violoncello
- Burkhard Glaetzner (* 1943), Oboe
- Martin Grütter (* 1983), Komposition
- Tatjana Gürbaca (* 1973), Regie
- Ronald Hänsch (* 1966), Jazztrompete
- Klaus Harnisch (* 1933), Musiktheaterregie
- Martin Helmchen (* 1982), Klavier
- Andrej Hermlin (* 1965), Klavier
- Eres Holz (* 1977), Komposition
- Annett Illig (* 1968), Gesang
- Danjulo Ishizaka (* 1979), Violoncello
- Vladimir Jurowski (* 1972), Dirigieren
- Sarah Kaiser (* 1974), Gesang
- Marek Kalbus (* 1969), Gesang
- Georg Katzer (1935–2019), Komposition
- Stefan Keller (* 1974), Komposition
- Christiane Klonz (* 1969), Klavier
- Peter Konwitschny (* 1945), Regie
- Klaus Martin Kopitz (* 1955), Komposition
- Jochen Kowalski (* 1954), Gesang
- Henry Krtschil (1932–2020), Komposition
- Genoël von Lilienstern (* 1979), Komposition
- Cristina Marton (* 1974), Klavier
- Siegfried Matthus (1934–2021), Komposition
- Christine Mielitz (* 1949), Regie
- Johannes Moser (* 1979), Violoncello
- Vera Nemirova (* 1972), Musiktheaterregie
- Jan Paul Nagel (1934–1997), Komposition
- Rolf von Nordenskjöld (* 1957), Saxophon
- Wolfhard Pencz (* 1957), Klarinette
- Olga Peretyatko (* 1980), Gesang
- Gina Pietsch (* 1946), Chanson
- Anna Prohaska (* 1983), Gesang
- Michael Sanderling (* 1967), Violoncello
- Friedrich Schenker (1942–2013), Komposition
- Gerd Schenker (* 1948), Schlagzeug
- Volker Schlott (* 1958), Saxophon
- Stefan Maria Schneider (* 1980), Komposition
- Katrin Scholz (* 1969), Violine
- Siiri Schütz (* 1974), Klavier
- Barbara Senator, Gesang
- Michael Sens (* 1963), Violine/Gesang
- Sung Shi-yeon (* 1975), Dirigieren[19]
- Michael Stöckigt (* 1957), Komposition
- Gernot Süßmuth (* 1963), Violine
- Antoine Tamestit (* 1979), Bratsche
- Barbara Thalheim (* 1947), Gesang
- Martin Todsharow (* 1967), Klavier und Kontrapunkt/Komposition
- Roman Trekel (* 1963), Gesang
- Guy Tuneh (* 1977), Kontrabass
- Christian Weidner (* 1976), Saxophon
- Jörg-Peter Weigle (* 1953), Dirigieren
- Sebastian Weigle (* 1961), Dirigieren
- Manfred Weiss (1935–2023), Komposition
- Wiebke Wiedeck (* 1965), Gesang
- Nils Wülker (* 1977), Jazztrompete
- You Ji-yeoun (* 1978), Klavier
- Dieter Zahn (* 1940), Kontrabassist